# سامي سيف
سامي سيف (بالأحرف اللاتينية Sami Saif) ولد عام 1972 واسمه بالكامل Sami Martin Saif وهو مخرج أفلام وثائقية دانماركي. متخرج من المدرسة الوطنية الدانماركية للأفلام وحائز على جوائز مهمة خصوصا عن فيلمه عام 2001 بعنوان Family حيث يفتش عن أبيه الضائع الذي لا يعرف عنه شيئا وهو من أصول يمنية ويلتقي أخا من أبيه وهو فنان في اليمن. كما أخرج فيلم Tommy عام 2010 عن المغني الدانماركي الفذ Tommy Seebach. وله وثائقيات شهيرة أخرى مثل The Video Diary of Ricardo Lopez عام 2000 وDogville Confession عام 2003.

## روابط خارجية
- سامي سيف على موقع IMDb (الإنجليزية)
- سامي سيف على موقع أول موفي (الإنجليزية)
- سامي سيف على موقع قاعدة بيانات الأفلام السويدية (السويدية)
- سامي سيف على موقع قاعدة بيانات الفيلم (الإنجليزية)
- سامي سيف على موقع كينوبويسك (الروسية)